# Starnbergsjön

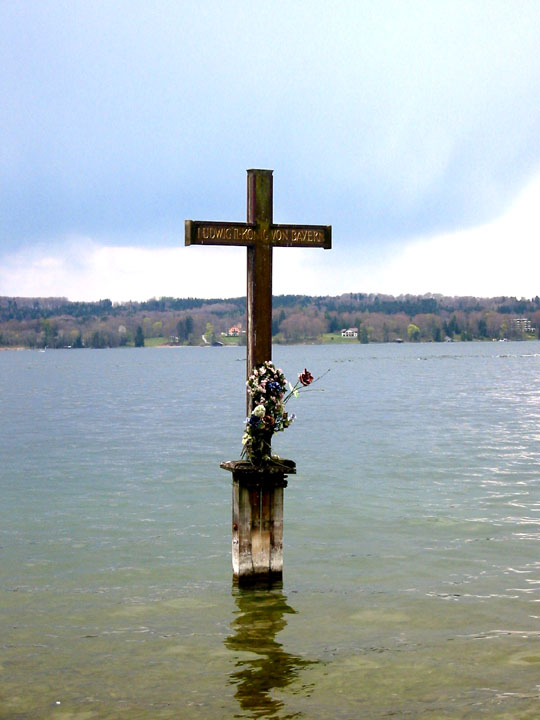
Kors som utmärker den plats i sjön där Ludvig II och von Gudden påträffades.

Starnbergsjön (tyska Starnberger See) är en insjö i det tyska förbundslandet Bayern. Sjön är den vattenrikaste av dessa sjöar som med hela ytan ligger i Tyskland. Sjön täcker en areal av 56,36 km² och största djupet ligger 127,7 meter under vattenytan.
Den 13 juni 1886 drunknade kung Ludvig II av Bayern och psykiatern Bernhard von Gudden under oklara omständigheter i sjön. Vid sjön ligger slottet Berg, som fortfarande är i den förutvarande kungafamiljens ägo.
Med en maximal längd av 19,45 km är Starnbergsjön Bayerns längsta sjö som ligger med hela ytan i förbundslandet. Den har med nästan 3000 miljoner kubikmeter även en större volym än Chiemsee men arealen är mindre. I ett fåtal områden där stranden inte brukas av människor växer främst rörvass (Phragmites australis) och i mindre omfång säv (Schoenoplectus lacustris). Den talrikaste fisken i sjön är sik och dessutom är europeisk ål, braxen, gädda och karpfiskar av underfamiljen Leuciscinae vanligt förekommande.